# Velcha Cove
Die Velcha Cove (englisch; bulgarisch залив Велча saliw Weltscha) ist eine 400 breite breite und 680 m lange Bucht an der Ostküste der Astrolabe-Insel nordwestlich der Trinity-Halbinsel des Grahamlands auf der Antarktischen Halbinsel. Ihr Zentrum liegt 2,6 km südlich bis östlich des Kanarata Point, 0,7 km südwestlich von Papazov Island und 3,3 km nordöstlich des Sherrell Point. Der Drumohar Peak ragt nordwestlich, der Rogach Peak südlich von ihr auf.
Deutsche und britische Wissenschaftler kartierten sie 1996 gemeinsam. Die bulgarische Kommission für Antarktische Geographische Namen benannte sie 2018 nach dem Berg Weltscha im östlichen Balkangebirge.